# Силосо (форт)
Фо́рт «Сило́со» (кит. 西乐索炮台) — единственная из двенадцати береговых опорных батарей Сингапура, сохранившаяся до наших дней. Располагается на западной части острова Сентоса.

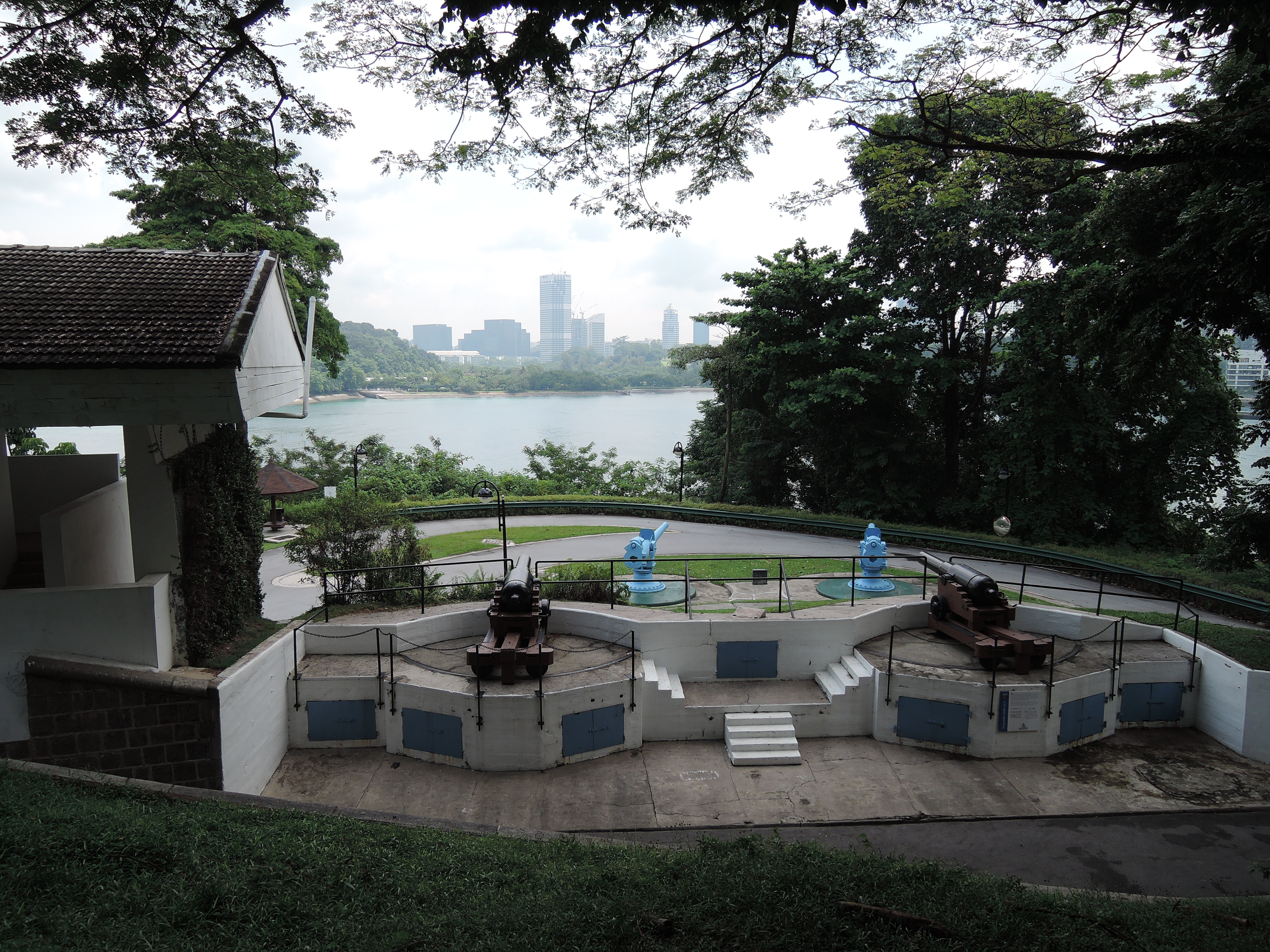
Пушки форта Силосо

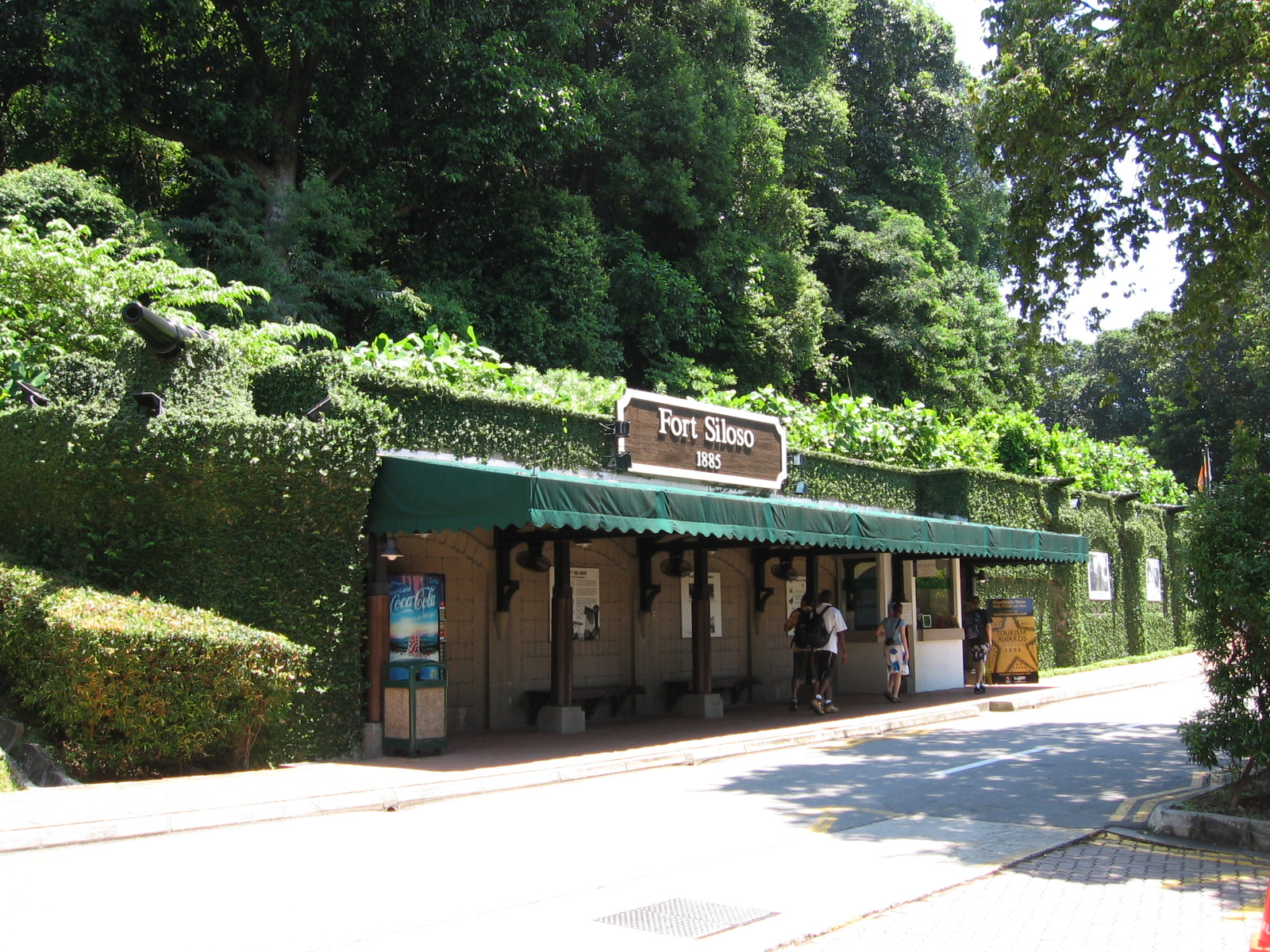
Вход в Форт «Силосо»

Форт «Силосо» служил основным опорным пунктом при подходе к Сингапуру с запада во времена Второй Мировой Войны. Форт был возведён Британской Армией в период после 1886 года как пункт контроля и охраны от пиратов узкого входа со стороны моря в пролив Кеппеля. 
Впоследствии, во времена Второй мировой войны форт играл роль опорного пункта для обороны подходов к Сингапуру с Запада. Форт был переоснащён и модернизирован около 1939 года. Батареи были оснащены 150-миллиметровыми орудиями Mark2 и двумя скорострельными двенадцатифутовыми пушками. 
В 1942 году форт была оккупирован японскими войсками и до 1945 года использовался как концентрационный лагерь для военнопленных.
В послевоенный период, после ухода британской армии в 1967 году и перехода острова Сентоса под управление правительства Сингапура, форт утратил свое военное значение и несколько лет оставался в запустении. С 1975 года начались реставрационные работы. В полном объеме цитадель была восстановлена к концу 1980-х годов. Современный форт «Силосо» является единственной сохранившейся до наших дней береговой опорной батареей из двенадцати подобных батарей оборонявших Сингапур на начало Второй мировой войны.
Все бункеры, склады, тоннели и места хранения амуниции на сегодняшний день открыты для посещения туристов, также на всеобщее обозрение выставлены боевые орудия времен начиная с XVII века и до Второй мировой войны. На территории форта размещено манекены британских солдат и офицеров с целью воспроизведения условий жизни и службы в форте. Также, на территории есть экспозиция, где размещены фотографии и документы времен войны.
Форт «Силосо» служил местом заключения сингапурского политзаключённого Чиа Тай По в 1989—1993 годы.